# 안지은
안지은(1993년 4월 10일 ~ )은 대한민국의 치어리더이다.